# Mittremsa

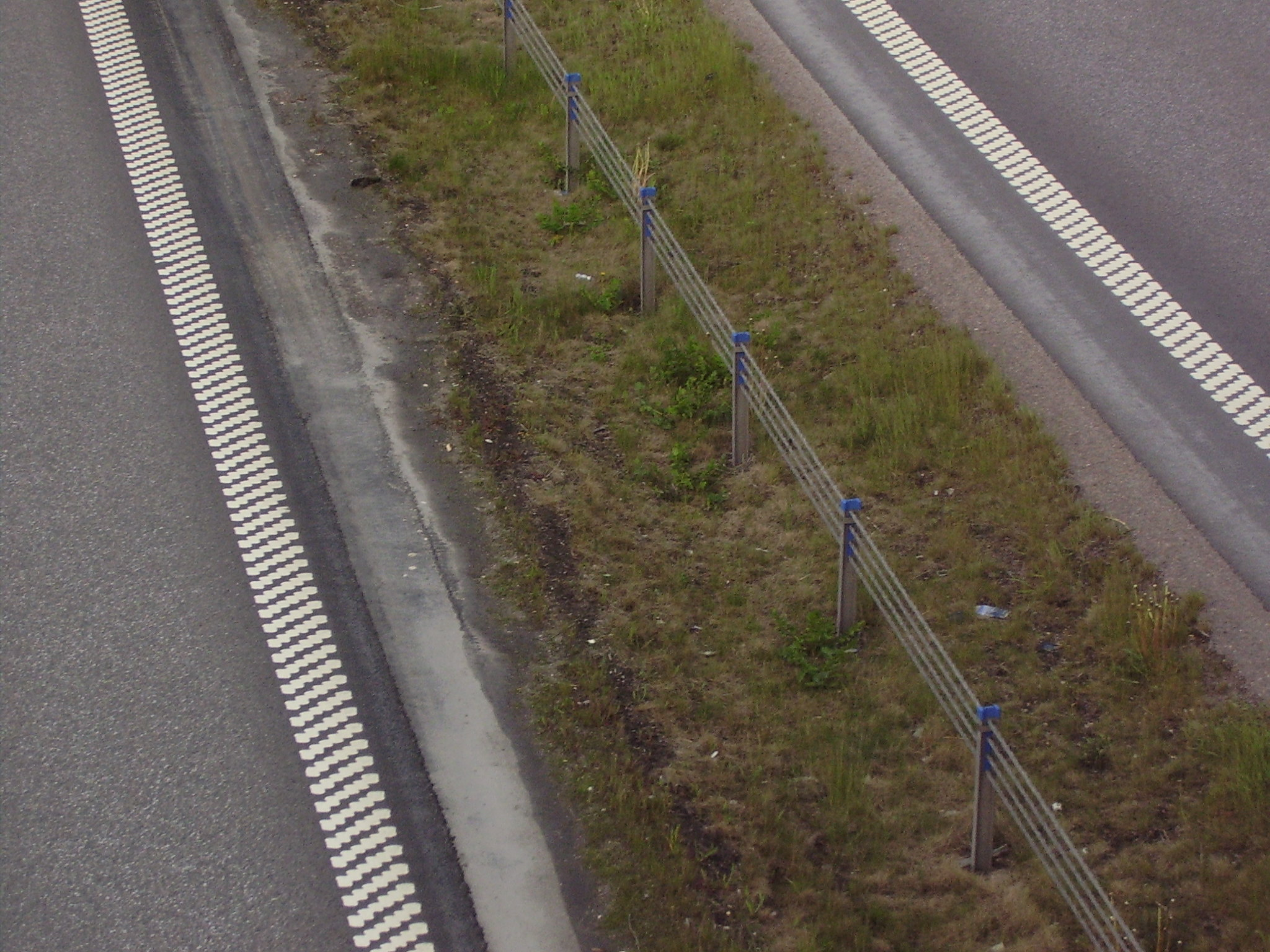
Mittremsa med vajerräcke på motorväg på E4 vid Linköping

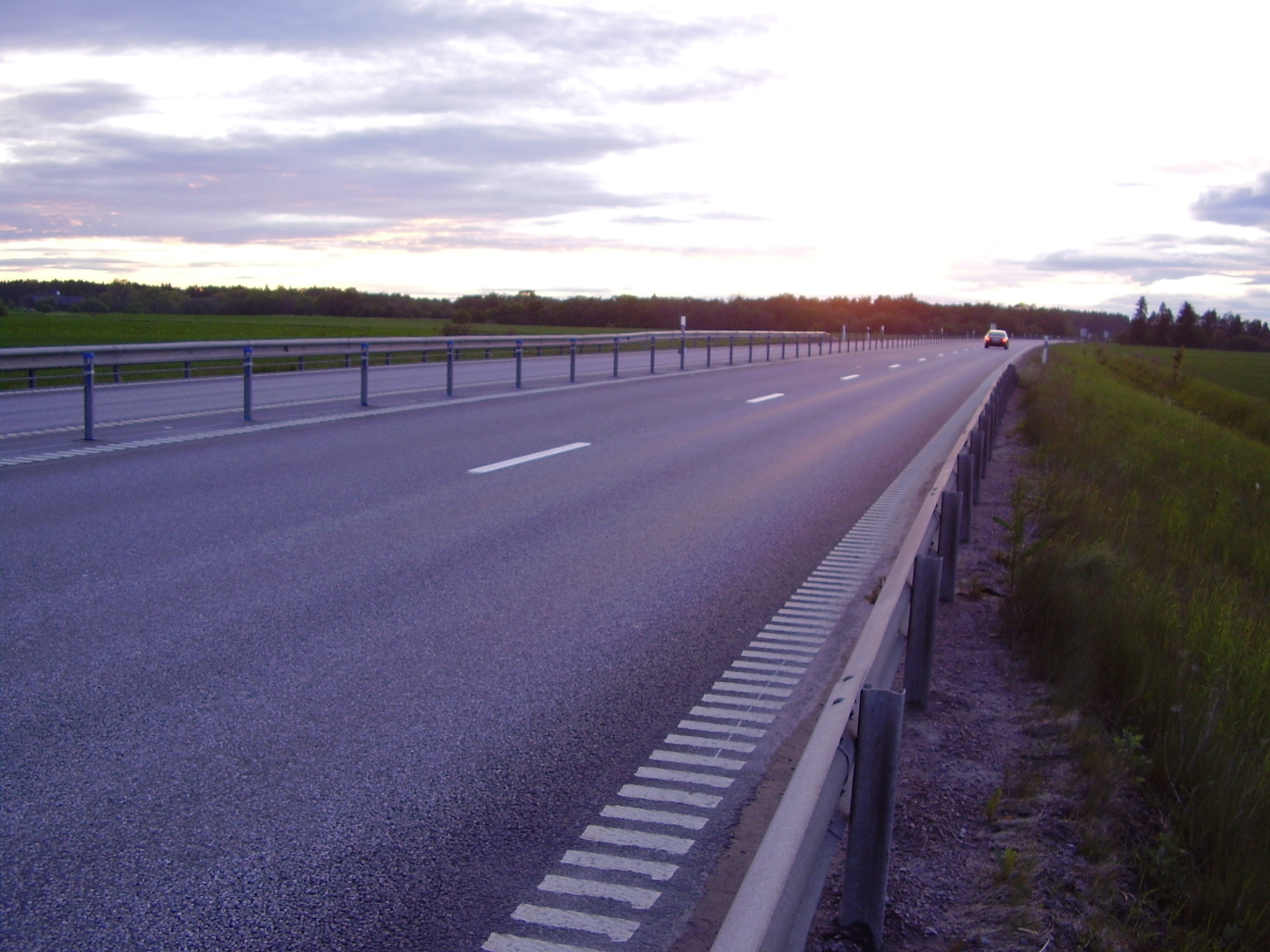
Mittbarriär med vajerräcke direkt i asfalten på motortrafikled på riksväg 34 vid Linköping

Mittremsa finns på vägar som oftast är större och mer trafikerade, främst på motorvägar. Mittremsan finns mitt i vägen och den delar av vägen i två skilda körbanor för att göra vägen mötesfri och därmed säkrare för trafikanterna.
Motorvägar har normalt alltid mittremsa men vissa undantag kan finnas. Ibland kan en mittremsa också finnas på bredare och mer trafikerade genomfartsvägar genom tätorter. En mittremsa kan se ut på många olika sätt. En av de vanligaste varianterna är att mittremsan enbart består av en gräsbevuxen rand eller ett dike mitt emellan körbanorna. I andra fall har man byggt körbanorna med ett längre avstånd från varandra, på exempelvis en motorväg, och då kan mittremsan bestå av en bit "orörd natur". I dessa fall kan det till exempel växa träd i mittremsan. Ytterligare en variant är att mittremsan består av betongkanter som delar av vägen mellan körbanorna, en mittbarriär. Dessa har fördelen att vägen kan bli billigare att bygga men har nackdelen att de kan orsaka stor skada vid kollision med dessa.
En typ av mittbarriär som har blivit vanlig i Sverige är vajerräcket. Dessa sätts upp ibland på motorvägar i diket eller mittremsan. På motortrafikleder sätts vajerräcken upp direkt i asfalten och utgör en mittbarriär på dessa vägar. I många fall har under de senaste åren även normala landsvägar, främst 13-metersvägar, byggts om med vajerräcken och därmed också fått en mittbarriär.